# Charlot et le Mannequin
Pour plus de détails, voir Fiche technique et Distribution.
Charlot et le Mannequin (titre original : Mabel's Married Life), également intitulé Charlot et Mabel en ménage, est une comédie burlesque américaine réalisée par Charlie Chaplin et Mabel Normand, sortie le 20 juin 1914.

## Synopsis
Mabel et son époux Charlot sont dans un parc. Alors que Charlot s'éloigne, un homme fait des avances appuyées à Mabel. Charlot tente alors de réagir, mais il ne fait pas le poids face à son adversaire. Une fois le goujat éloigné avec peine, Charlot décide de noyer son chagrin et sa honte au bar. Mais il y rejoint son rival ainsi que d'autres rustres qui vont le chahuter.
Pendant ce temps, Mabel décide d'acheter un mannequin d'entraînement à la boxe pour son mari, afin qu'il puisse un jour se défendre tout seul. Lorsque Charlot rentre chez lui, saoul, sa femme dort et le mannequin trône dans le salon. L'ivrogne pense alors qu'il s'agit de l'individu du parc qui a osé raccompagner Mabel. Commence alors une querelle entre le mannequin et Charlot qui exige que celui-ci parte, bien évidemment sans succès. Réveillée par la maladresse de son mari, Mabel explique difficilement à son mari qu'il s'agit d'un objet, et non de l'homme rencontré dans le parc.

## Fiche technique
Source principale de la fiche technique :
- Titre : Charlot et le Mannequin
  - Autre titre en France : Charlot et Mabel en ménage[2]
- Titre original : Mabel's Married Life
  - Autre titre aux États-Unis : The Squarehead[3],[2]
- Réalisation : Charlie Chaplin et Mabel Normand[2]
- Scénario : Charlie Chaplin et Mabel Normand
- Photographie : Frank D. Williams
- Producteur : Mack Sennett
- Studio de production : The Keystone Film Company
- Distribution : Mutual Film Corporation
- Pays d'origine :  États-Unis
- Langue originale :  intertitres en anglais
- Format : noir et blanc - 1,37:1 - 35 mm - muet
- Genre : comédie burlesque
- Durée : une bobine
- Date de la sortie :
  - États-Unis : 20 juin 1914

## Distribution
Source principale de la distribution :
- Charlie Chaplin : Charlot, le mari de Mabel
- Mabel Normand : Mabel
- Mack Swain : Wellington, le goujat
- Eva Nelson : la femme de Wellington
- Hank Mann : le vaurien au bar
- Charles Murray : un homme au bar
- Harry McCoy : un homme au bar
- Wallace MacDonald : un livreur
- Al St. John : l'autre livreur

Distribution non créditée :
- Dixie Chene : un voisin
- Alice Davenport : une voisine
- Grover Ligon : le barman
- Frank Opperman : le vendeur d'article de sport